# Gari Uranga
Garikoitz Uranga Luluaga, detto Gari (Tolosa, 21 giugno 1980), è un ex calciatore spagnolo di origini basche, di ruolo centrocampista.